# Хрістіан Посвят
Хрістіан Посвят (нім. Christian Poswiat, 26 червня 1968) — німецький плавець.
Учасник Олімпійських Ігор 1988, 1992 років.
Призер Чемпіонату світу з водних видів спорту 1991 року.
Призер Чемпіонату Європи з водних видів спорту 1987 року.